# Ángel Gutiérrez Valle
Ángel Gutiérrez Valle (Arriondas (Astúries), 1920) és un sindicalista i combatent de la guerra civil espanyola.

## Biografia
Militant de les Joventuts Socialistes, durant la revolució de 1934, tot i comptar només catorze anys, participà en tasques d'auxili logístic als revoltats. El 1936 s'afilià a la Unió General de Treballadors com a obrer de la construcció. En esclatar la Guerra Civil espanyola s'allistà voluntari a les milícies del Front Popular, amb l'objectiu d'entrar immediatament en combat. Lluità als fronts del País Basc, Cantàbria i Astúries fins a la caiguda de Gijón i l'enfonsament republicà d'octubre de 1937, obtenint el grau de sergent.
Retornat al seu poble fou immediatament empresonat en condicions especialment dures de fam i de tortura. Fou internat al camp de concentració d'Avilés i formà part durant gairebé dos anys del Batalló Disciplinari de Soldats Treballadors número 67. Jutjat en Consell de Guerra a Oviedo el 1940, fou condemnat a sis anys de presó sota l'acusació d'auxili a la rebel·lió.
Entre altres centres, passà per la presó de Cartagena, la central de Gijón i el campament de treballadors de Brunete. Obtingué la llibertat condicional l'estiu de 1941, amb l'obligació d'establir la seva residència a València, a més de dos-cents cinquanta quilòmetres del seu lloc d'origen. Autoritzat a finals d'aquell any a establir-se a Nules per motius laborals, hagué de presentar-se mensualment davant les autoritats i no fou fins al febrer de 1945 que n'obtingué l'alliberament definitiu. Un dels seus companys de cel·la, notari català, l'ajudaria aleshores a tirar endavant. S'establí amb la seva família a Terrassa, on treballà com a auxiliar de notaria fins a ocupar la categoria d'oficial primer. Mantingué la seva militància socialista, fruit de la qual formà part de la primera Comissió Executiva Local del PSC-PSOE a Terrassa el 1977.

## Fons personal
El seu fons personal es conserva a l'Arxiu Nacional de Catalunya. El fons documental inclou la documentació generada i rebuda per Ángel Gutiérrez Valle, en especial durant els anys de la Guerra Civil espanyola i la immediata posguerra, així com l'aplegada amb motiu de la sol·licitud de compensacions pel temps de reclusió de què fou víctima durant el primer franquisme. Inclou carnets d'afiliació política i sindical del productor i la seva muller, Carmen Tena Allepuz; cartilles i documents militars relatius a la seva activitat durant els mesos de guerra a Astúries (1936-1937); i documentació procedent del servei en batallons de treballadors i la reclusió en camps de concentració i presons durant els anys 1938-1942. El fons inclou la documentació administrativa relativa a la tramitació oficial de les compensacions econòmiques als empresonats pel franquisme duta a terme durant el període 1990-2003, així com un retall de premsa i diversos testimonis gràfics d'una visita al Mirador del Fitu (Arriondas), lloc on foren enterrats alguns dels qui compartiren cel·la amb el productor durant els primers mesos de la repressió franquista a Astúries.